# Albert Cohen (criminologo)
Albert Kircidel Cohen (Boston, 15 giugno 1918 – 25 novembre 2014) è stato un criminologo statunitense.

## Biografia
Allievo di Talcott Parsons si laureò ad Harvard con una tesi sulla “Sostituzione delle norme sociali con quelle sub culturali”. In seguito propose due teorie per spiegare tale fenomeno. Nella prima, la frustrazione dovuta allo status delle persone è diretta principalmente verso gli appartenenti alle classi inferiori. Non esiste un paragone tra la propria classe sociale e il resto degli obiettivi socialmente accettati. Si diventa frustrati al momento di affrontare/subire gli svantaggi sociali e le diseguaglianze economiche.
Ciò permise a Cohen di proporre la seconda teoria e cioè la reazione alla frustrazione secondo la quale i giovani appartenenti alle classi subalterne, invece di cercare di ottenere lecitamente ciò che desiderano, cadono nella devianza per acquisire attenzione e rispetto. Ciò permette al gruppo di identificarsi secondo norme e prassi proprie della sub cultura deviante.
È conosciuto per la teoria delle subculture e per l'analisi delle baby gang. È stato vicepresidente della American Society of Criminology e nel 1993 ha vinto il premio Edwin Sutherland.

## Opere

### In italiano
- Albert Cohen, Controllo sociale e comportamento deviante, Bologna, Il Mulino, 1969.
- Albert Cohen, Ragazzi delinquenti, Feltrinelli, 1974, ISBN 978-88-07-80418-2.

### In inglese
- (EN) Albert Cohen, Deviance and Control, Prentice Hall, 1966, ISBN 978-0-13-208389-8.
- (EN) Albert Cohen, Elasticity of Evil, Blackwell Publishers, 1974, ISBN 978-0-631-14280-5.